# 2985 Shakespeare
2985 Shakespeare là một tiểu hành tinh vành đai chính, which was được phát hiện bởi Edward L. G. Bowell in 1983. Nó được đặt theo tên William Shakespeare, the English renaissance dramatist and poet. 